# Якимчук Сергій Вікторович
Сергі́й Ві́кторович Якимчу́к (позивний Кардан; 7 травня 1988, с. Староміщина — 2 квітня 2023, с. Іванівське, Бахмутський район) — український військовослужбовець, солдат 80 ОДШБр Збройних сил України, учасник російсько-української війни.

## Біографія
Народився 7 травня 1988 року в с. Староміщина Підволочиського району Тернопільської області. До школи ходив у рідному селі та в Підволочиську. Закінчив Львівський технікум залізничного транспорту, здобув фах техніка-електромеханіка з обслуговування залізничних колій. Упродовж 2008—2009 років проходив строкову військову службу у 80-й окремій десантно-штурмовій бригаді. Потім працював на Підволочиській залізничній станції. У серпні 2014 року мобілізований. 14 місяців воював у зоні АТО в складі 80 ОДШБр. Більшість часу перебував у місті Щастя на Луганщині. У 2016—2020 роках навчався в Українському державному університеті залізничного транспорту в Харкові, який закінчив зі ступенем магістра за спеціальністю «Автоматизація та комп'ютерно-інтегровані технології».
18 жовтня 2022 року приєднався до лав ЗСУ. Був водієм десантно-штурмового батальйону 80-ї десантно-штурмової бригади.
Загинув 2 квітня 2023 року в с. Іванівське Бахмутського району. Похований 8 квітня в рідному селі.

## Нагороди
- орден «За мужність» III ступеня (27 червня 2015) — за особисту мужність і героїзм, виявлені у захисті державного суверенітету та територіальної цілісності України, вірність військовій присязі;
- Відзнака Президента України «За участь в антитерористичній операції»[5];
- Нагрудний знак «Учасник АТО»[5].

## Вшанування пам'яті
25 квітня 2024 року у селищі Підволочиськ на фасаді Підволочиського ліцею відкрили меморіальну дошку пам'яті трьом загиблим воїнам ЗСУ, випускникам цього закладу освіти: Віталію Гладину, Сергію Якимчуку та Юрію Баранецькому.